# Estado Russo (1918-1920)
```
   |-
       |
Erro:
:  
valor não especificado para "
nome_comum
"
```

Estado Russo (em russo:  Российское государство, transl. Rossiyskoye Gosudarstvo) ou Estado da Rússia (em russo:  Госуда́рство Росси́йское, transl. Gosudárstvo Rossíyskoye) foi um Estado proclamado pela Lei da Conferência Estatal de Ufa de 23 de setembro de 1918 (Constituição do Governo Provisório de Toda a Rússia), “Sobre a formação do poder supremo de toda a Rússia” em nome da “restauração da unidade estatal e a independência da Rússia” afetada pelos eventos revolucionários de 1917, a Revolução de Outubro e a assinatura do Tratado de Brest-Litovsk com a Alemanha.

## Ato de formação da Autoridade Suprema de Toda a Rússia
As delegações presentes na reunião do Komuch (Samara), Governo Provisório Siberiano (Omsk), Governo Provisório Regional dos Urais (Yekaterinburg), governos militares das tropas cossacas (Astrakhan, Yenisei, Irkutsk, Orenburg, Semirechensk, Siberian, Ural), governos de várias formações estatais nacionais (Governo quirguiz de Alash-Orda, Governo Bashkir, Governo do Turquestão autônomo, Administração Nacional dos muçulmanos turco-tártaros do interior da Rússia e da Sibéria, Governo estoniano provisório), vários grupos políticos de toda a Rússia formaram o Governo Provisório de Toda a Rússia (o chamado "Diretório Ufa"), liderado por Nikolai Avksentiev. Foi estabelecido que o Governo Provisório de Toda a Rússia "até a convocação da Assembleia Constituinte de Toda a Rússia é o único detentor do poder supremo em todo o território do Estado Russo". O ato previa "a transferência para o Governo Provisório de Toda a Rússia, logo que o exija", "todas as funções do poder supremo, enviadas temporariamente, tendo em conta as condições criadas, pelos governos regionais". Assim, a soberania das entidades regionais foi cancelada, que foi substituída por "ampla autonomia das regiões", cujos limites dependiam completamente da "entendimento do Governo Provisório de Toda a Rússia".
O Governo de Toda a Rússia foi encarregado de facilitar a convocação da Assembleia Constituinte e, no futuro, submeter-se incondicionalmente a ela "como o único poder supremo do país".
Os fundamentos da estrutura do Estado Nacional da Rússia deveriam basear-se em princípios federais: “a organização de uma Rússia libertada com base no reconhecimento de ampla autonomia para suas regiões individuais, devido às características geográficas, econômicas e étnicas, assumindo o objetivo final estabelecimento de uma organização estatal de base federal por uma Assembléia Constituinte soberana..., o reconhecimento das minorias nacionais que não ocupam um território separado, os direitos à autodeterminação cultural e nacional”.
No que diz respeito ao exército, a lei falava da necessidade de “recriar um exército russo forte, pronto para o combate, unificado, colocado fora da influência dos partidos políticos” e, ao mesmo tempo, sobre “a inadmissibilidade de organizações políticas de militares pessoal e a eliminação dos exércitos políticos”.
As seguintes tarefas foram nomeadas como tarefas urgentes para restaurar a unidade estatal e a independência da Rússia:
1. A luta para liberar a Rússia do poder soviético;
2. A reunificação da secessão da Rússia, regiões separatistas e fragmentadas;
3. O não reconhecimento do Tratado de Brest e de todos os outros tratados de caráter internacional concluídos em nome da Rússia ou de suas partes individuais após a Revolução de fevereiro, por qualquer autoridade que não o Governo Provisório Russo, e o restabelecimento da força real das relações dos tratados com os poderes anuentes;
4. Continuação da guerra contra a coalizão alemã.

## Centralização da Administração
Em 9 de outubro de 1918, o Governo Provisório de Toda a Rússia mudou-se de Ufa para Omsk em conexão com a aproximação do Exército Vermelho a Ufa.
Em 4 de novembro, o Governo Provisório de Toda a Rússia apelou a todos os governos regionais com um pedido para dissolver imediatamente “todos, sem exceção, os Governos Regionais e Instituições Representativas Regionais” e transferir todos os poderes para administrar o Governo de Toda a Rússia. No mesmo dia, com base nos ministérios e administrações centrais do Governo Provisório da Sibéria, foi formado o órgão executivo do Diretório, o Conselho de Ministros de Toda a Rússia, liderado por Pedro Vologdski. Tal centralização do poder estatal deveu-se à necessidade, em primeiro lugar, de “recriar o poder de combate da pátria, tão necessário na luta pelo renascimento da Grande e Unida Rússia”, “de criar as condições necessárias para abastecer o exército e organizando a retaguarda em escala de toda a Rússia”.
Graças a isso, foi possível conseguir a abolição de todos os governos regionais, nacionais e cossacos no leste da Rússia e, assim, consolidar as forças de resistência antibolchevique.

## Golpe de 18 de novembro
Em 18 de novembro de 1918, os membros do Diretório que estavam em Omsk foram presos, o Conselho de Ministros anunciou que havia assumido a soberania plena e então decidiu transferi-la para uma pessoa, dando-lhe o título de Governante Supremo. Por votação secreta dos membros do Conselho de Ministros, o Almirante Alexandre Kolchak foi eleito para este cargo. O almirante aceitou a oferta e anunciou sua aceitação do título de Comandante Supremo. Um novo governo foi formado, que ficou na história como Governo de Omsk ou Governo Kolchak, que durou até 4 de janeiro de 1920.
O Almirante Kolchak foi reconhecido como o governante supremo por todos os comandantes em chefe dos exércitos brancos tanto no sul quanto no oeste da Rússia, na Sibéria e no Extremo Oriente; na virada de maio-junho de 1919, os generais Anton Ivanovich Denikin, Eugene-Ludwig Karlovich Miller, Nikolai Nikolaevich Yudenich se submeteram voluntariamente a Alexandre Kolchak e reconheceram oficialmente seu Comando Supremo sobre todos os exércitos na Rússia. O Comandante Supremo, ao mesmo tempo, confirmou os poderes dos comandantes em chefe. Por ordem do governante supremo, Miller e Yudenich receberam o status de Governador-Geral.
A partir desse momento, as Forças Armadas do Sul da Rússia, o Exército do Noroeste, o Exército do Norte e a Frente Oriental operaram na posição das frentes desse exército unificado.
O nome "Exército Russo" foi aprovado como a unificação de todas as frentes brancas, o status de comandantes de frente foi formalmente recebido do Supremo Comandante-em-Chefe pelos comandantes dos exércitos do Norte e do Noroeste, generais Yudenich e Miller.
Alexandre Kolchak continuou o curso econômico e político do Governo Provisório da Sibéria, cujo ex-chefe, Pedro Vologdski, próximo aos cadetes, que se tornou um símbolo da legitimidade de seu governo para o governante supremo, foi deixado o presidente do Conselho de Ministros. Nas primeiras declarações após o golpe de 18 de novembro, tanto o governo russo, como o próprio governante supremo, e os governantes brancos e governos de outras regiões russas que reconheceram sua autoridade confirmaram a necessidade de convocar a Assembleia Nacional Constituinte, que deveria tornar-se um centro verdadeiramente unificador, sem qualquer participação "radicais revolucionários". Para isso, foi desenvolvida uma nova lei eleitoral.